# جيمس فارلي (ممثل)
جيمس فارلي (بالإنجليزية: James Farley)‏ مواليد 8 يناير 1882 في والدرون، أركنساس، الولايات المتحدة - الوفاة 12 أكتوبر 1947 في كاليفورنيا، الولايات المتحدة، هو ممثل أمريكي بدأ مسيرته الفنية سنة 1916. شارك في قرابة 200 فيلما. امتدت مسيرته الفنية لأكثر من 31 عاما.

## الأعمال
- ليتل ويلدكات
- الجنرال
- الديناميت
- أضواء الخطر
- سان فرانسيسكو
- لا يمكنك أن تأخذها معك
- فيرجينيا سيتي
- الشيطان ودانييل وبستر
- حياتي مع كارولين
- في كاليفورنيا القديمة
- كبرياء اليانكيز
- مغامرات مارك توين
- اتركها للجنة

## روابط خارجية
- جيمس فارلي على موقع IMDb (الإنجليزية)
- جيمس فارلي على موقع تيرنر كلاسيك موفيز (الإنجليزية)
- جيمس فارلي على موقع أول موفي (الإنجليزية)
- جيمس فارلي على موقع قاعدة بيانات الأفلام السويدية (السويدية)
- جيمس فارلي على موقع قاعدة بيانات الفيلم (الإنجليزية)
- جيمس فارلي على موقع كينوبويسك (الروسية)